# Dioptis egla
Dioptis egla är en fjärilsart som beskrevs av Druce 1893. Dioptis egla ingår i släktet Dioptis och familjen tandspinnare. Inga underarter finns listade i Catalogue of Life.